# Meishan (Chiayi)
Meishan (chinesisch 梅山鄉, Pinyin Méishān Xiāng) ist eine Landgemeinde (鄉,  Xiang) im Landkreis Chiayi der Republik China auf Taiwan.

## Lage
Meishan liegt in der nordöstlichen Ecke des Landkreises Chiayi. Das Gemeindegebiet hat etwa die Form eines liegenden Rechtecks mit den Kantenlängen 6–8 km × 21,5 km. Die Höhe über dem Meeresspiegel variiert stark zwischen 90 m in den Tälern bis maximal 1825 m im Bergland. Im Nordwesten, wo die Siedlungsdichte am höchsten ist, hat Meishan Anteil an der Jianan-Ebene und nach Osten wird das Terrain immer bergiger. Über einen längeren Abschnitt bildet der kleine Fluss Qingshui (清水溪,  Qīngshuǐ Xī) die nordöstliche Gemeindebegrenzung. Die angrenzenden Gemeinden sind Alishan im Osten, Zhuqi im Süden, Dalin und in einem sehr kurzen Abschnitt Minxiong im Westen, sowie Gukeng im Landkreis Yunlin im Norden.

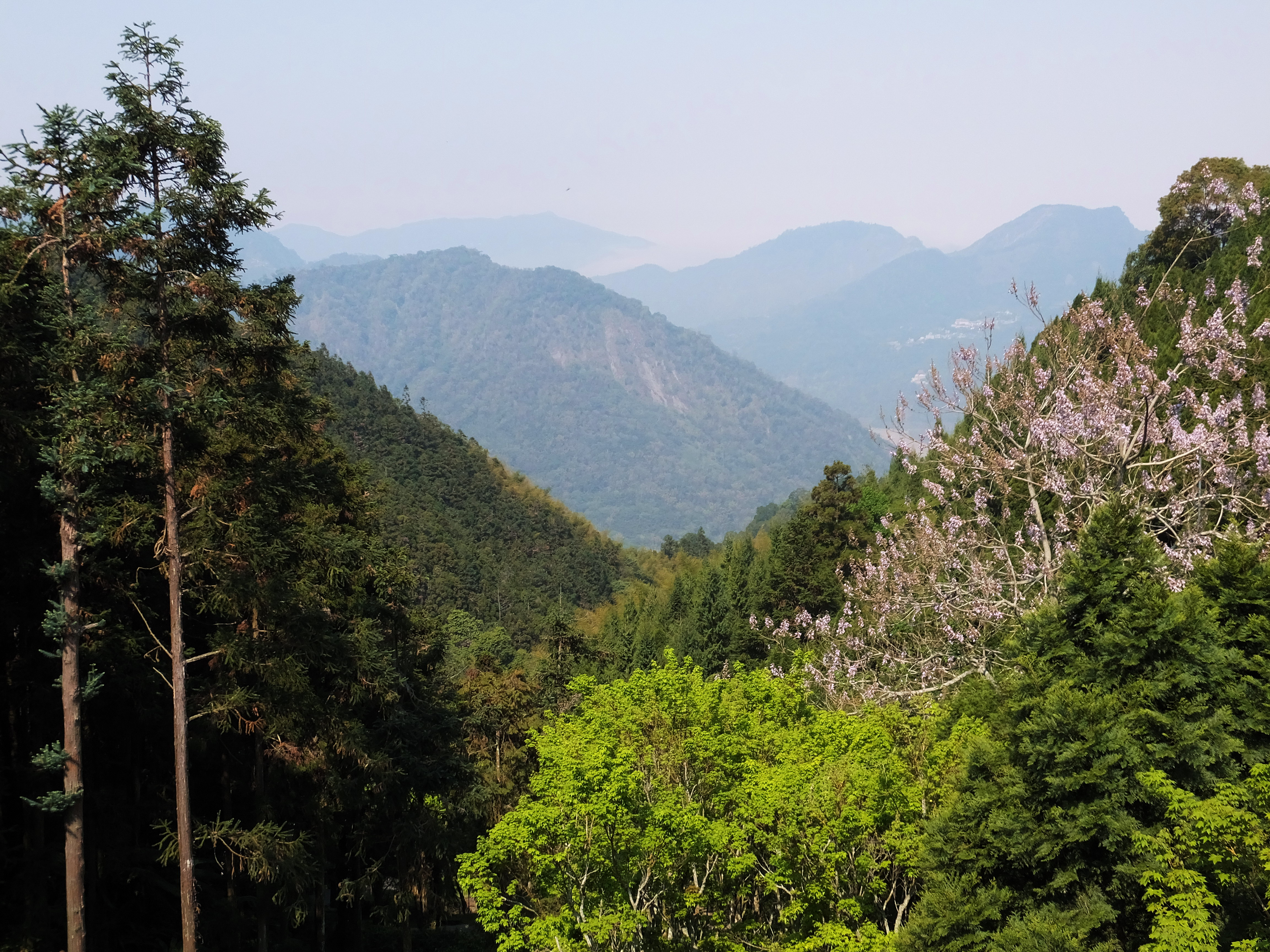
Bergland in Taihe

## Geschichte
Ein älterer Name von Meishan ist Meizikeng (梅仔坑). Zur Qing-Zeit unterstand die Gegend administrativ dem Kreis Zuoluo (諸羅縣,  Zhūluó xiàn). Während der Zeit der japanischen Herrschaft (1895–1945) wurde die Gegend 1920 als Dorf Xiaomei (小梅庄,  Xiǎoméi zhuāng) reorganisiert. Nach der Übernahme Taiwans durch die Republik China 1945 wurde daraus die heutige Landgemeinde Meishan.
Am 17. März 1906 war das Gebiet von Meishan schwerpunktmäßig vom Meishan-Erdbeben (zeitgenössisch: Formosa-Erdbeben oder Kagi-Erdbeben) betroffen, das in ganz Taiwan 1249 Todesopfer forderte und damit das drittschwerste in historischer Zeit registrierte Erdbeben in Taiwan war.

## Bevölkerung
Ende 2017 gehörten 57 Personen (etwa 0,3 %) den indigenen Völkern an.
| Gliederung von Meishan |
|                        |

## Administration
Meishan ist in 18 Dörfer (村,  Cūn) eingeteilt:
1 Guoshan (過山村)

2 Shuangxi  (双溪村)

3 Danan (大南村)

4 Yongxing (永興村)

5 Meinan (梅南村)

6 Meibei (梅北村)

7 Meidong (梅東村)

8 Zunbei (圳北村)

9 Zunnan (圳南村)

10 Bantian (半天村)

11 Anjing (安靖村)

12 Taiping (太平村)

13 Longyan (龍眼村)

14 Bihu (碧湖村)

15 Taixing (太興村)

16 Ruili (瑞里村)

17 Ruifeng (瑞峯村)

18 Taihe (太和村)

## Landwirtschaft

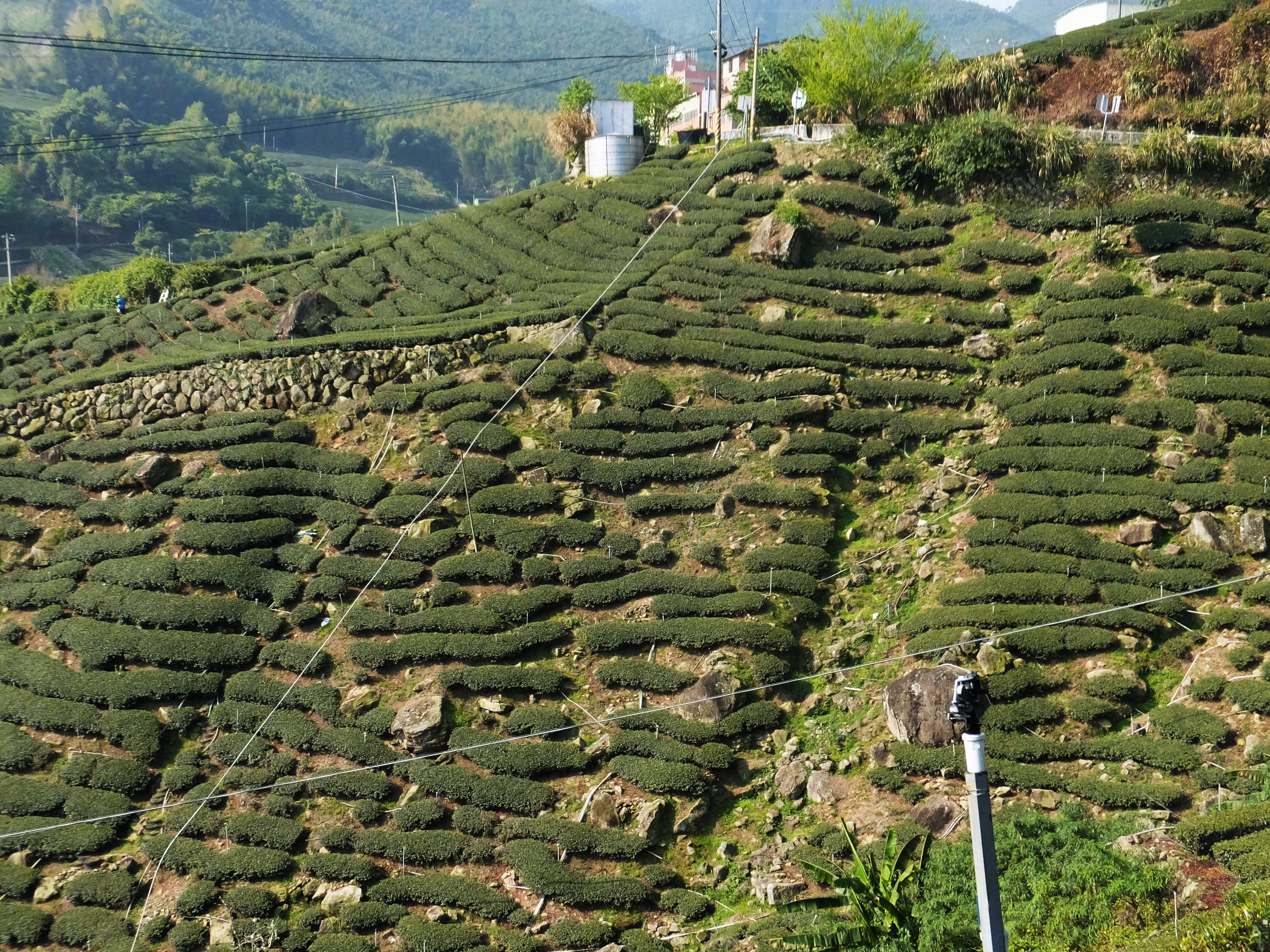
Teeplantage in Ruifeng

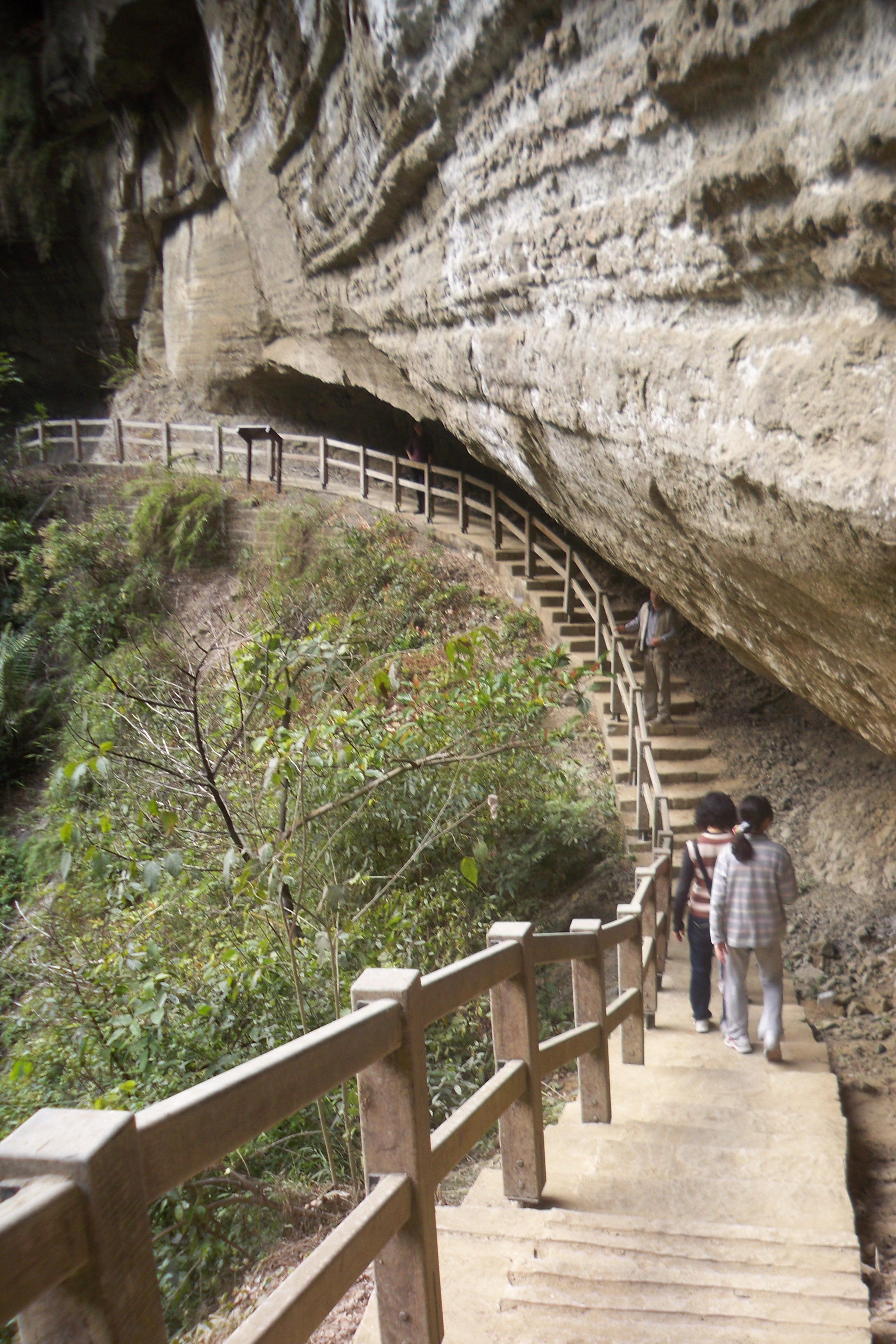
Wanderweg in Taixing

Meishan ist land- und forstwirtschaftlich geprägt. Während der japanischen Zeit dominierten an Nutzpflanzen Spießtannen, Bambusarten („Ma-Bambus“ Dendrocalamus latiflorus, „Makino-Bambus“ Phyllostachys bambusoides), sowie verschiedene Obstsorten, während die Produktion von getrockneten Bambussprossen (筍乾,  Sǔngān), die Herstellung von Papier und Holzkohle im Nebenerwerb betrieben wurden. Nach 1945 gewannen zunehmend der Anbau von Tee, Zitrusfrüchten, Betelnüssen und Javaäpfeln an Bedeutung. Auf etwa 7,5 ha werden Orchideen angebaut.

## Verkehr
Größte Straße ist die Provinzstraße 3, die im westlichsten Abschnitt von Meishan von Westen kommend in einem Bogen Richtung Süden abbiegt. Von ihr zweigt die Kreisstraße 162A (162甲) ab, die in einem zum Teil sehr gewundenen Verlauf durch den größten Teil Meishans Richtung Osten zieht. Im Osten zweigt sie sich in die Kreisstraßen 166 und 169 auf. Von letzterer geht wenig später die Kreisstraße 149A (149甲) ab.

## Tourismus
Der Naturtourismus spielt eine Rolle. Auf dem Min-Fan-Grenzdenkmal-Wanderweg (民番界碑健行路線,  Mín fān jièbēi jiànxíng lùxiàn) kann man Meishan umrunden. Der Weg führt an dem gleichnamigen Denkmal vorbei (). Hier markierte eine zur Herrschaftszeit Qianlongs aufgestellte Grenzssäule die Grenze zwischen dem Han-chinesischen (Min) und dem Eingeborenen (Fan)-Siedlungsgebiet. Es gibt mehrere landschaftlich reizvolle Gebiete (風景區,  Fēngjǐng qū) in Taiping, Ruifeng, Taihe und Ruili. Als sehenswert gilt der kleine Meishan-Yuxu-Tempel (梅山玉虛宮,  Méishān yùxū gōng ) im Dorf Meidong, der zur Herrschaftszeit Jiaqings im Jahr 1820 errichtet wurde, im erwähnten Kagi-Erdbeben 1906 zerstört und danach wieder aufgebaut wurde.